# حزب نيكاراغوا الماركسي-اللينيني
حزب ماركسي-لينيني نيكاراغوا هوحزب سياسي شيوعي في نيكاراغوا. قائد الحزب هو Isidro Téllez.
في الانتخابات البرلمانية لعام 1984 حصل الحزب على مقعدان. في الانتخابات الرئاسية لعام 1990 حصل مرشح الحزب، Isidro Téllez على 8135 صوت (0.6%).
ينشر الحزب Prensa Proletaria.